# میدناپور
میدناپور (به انگلیسی: Midnapore) یک منطقهٔ مسکونی در هند است که در Medinipur Sadar subdivision واقع شده‌است. میدناپور ۱۸٫۶۵ کیلومتر مربع مساحت و ۱۶۹٬۱۲۷ نفر جمعیت دارد.